# ガイウス・ファビウス・アンブストゥス
ガイウス・ファビウス・アンブストゥス（ラテン語: Gaius Fabius Ambustus、生没年不詳）は紀元前4世紀の共和政ローマの政治家・軍人。紀元前358年に執政官（コンスル）を務めた。

## 出自
アンブストゥスはパトリキ（貴族）であるファビウス氏族の出身である。父は紀元前406年と紀元前390年の執政武官ヌメリウス・ファビウス・アンブストゥス（en）、祖父はマルクス・ファビウス・アンブストゥス（en）で、紀元前390年に最高神祇官となっている。紀元前360年、紀元前356年、紀元前354年の執政官マルクス・ファビウス・アンブストゥスは兄弟である。

## 経歴
紀元前358年に執政官に就任、同僚執政官はプレブス（平民）のガイウス・プラウティウス・プロクルスであった。前年の執政官マルクス・ポピッリウス・ラエナスとグナエウス・マンリウス・カピトリヌス・インペリオススは、ローマに奇襲をかけてきたティブル軍を撃退している。さらに前年執政官の任期の終わり頃には、タルクｨニイ軍がエトルリアとの国境近くのローマ領土に侵攻した。新たに執政官となったアンブストゥスとプロクルスはタルクｨニイに宣戦を布告した。プロクルスはヘルニキに対する作戦を担当し、アンブストゥスはタルクｨニイを攻撃した。
しかし、ガリア軍が接近中で、すでにプラエネステ（現在のパレストリーナ）に達しており、さらにはペドゥムに向かったとの噂が流れた。このため、ガイウス・スルピキウス・ペティクスが独裁官（ディクタトル）に任命され、マルクス・ウァレリウス・ポプリコラがマギステル・エクィトゥム（騎兵長官）に指名された。アンブストゥスも引き続き軍の指揮を執ることとなったが、堅実な指揮官であることは証明できなかった。
他方、ペティクスは最高の部隊を編成し、ガリアに勝利した。

## 参考資料
- ティトゥス・リウィウス『ローマ建国史』
- William Smith. Dictionary of Greek and Roman Biography and Mythology. 1. Boston: Little, Brown and Company.